# Performance Based Navigation
Performance Based Navigation (Navigace založená na výkonnosti, PBN) je prostorová letecká navigace založená na výkonnostních požadavcích pro letadla provozovaná na tratích ATS, na postupech přiblížení podle přístrojů nebo ve stanoveném vzdušném prostoru.